# 红岩乡 (会东县)
红岩乡，是中华人民共和国四川省凉山彝族自治州会东县曾经下辖的一个乡。

## 行政区划
红岩乡撤销前下辖以下地区：
光明村、增产村、红岩村、火房村、松坪村和坪田村。